# فرانكي زاك
فرانكي زاك (بالإنجليزية: Frankie Zak)‏ هو لاعب كرة قاعدة أمريكي، ولد في 22 فبراير 1922 في باسيك في الولايات المتحدة، وتوفي في 6 فبراير 1972.

## وصلات خارجية
- فرانكي زاك على موقعبيزبول رفرنس.كوم (الدوري الرئيسي) (الإنجليزية)
- فرانكي زاك على موقعبيزبول رفرنس.كوم (الدوري الثانوي) (الإنجليزية)
- فرانكي زاك على موقع جمعية أبحاث البيسبول الأمريكية (الإنجليزية)